# Cheiranthus
Cheiranthus és un gènere de plantes amb flors de la família brassicàcia. Consta de 2 a 10 espècies de les regions subtropicals i temperades del reialme holàrtic. Als Països Catalans apareix com a naturalitzada l'espècie Ch. cheiri (violer groc).
Són plantes perennes que es cultiven per les seves flors acolorides.

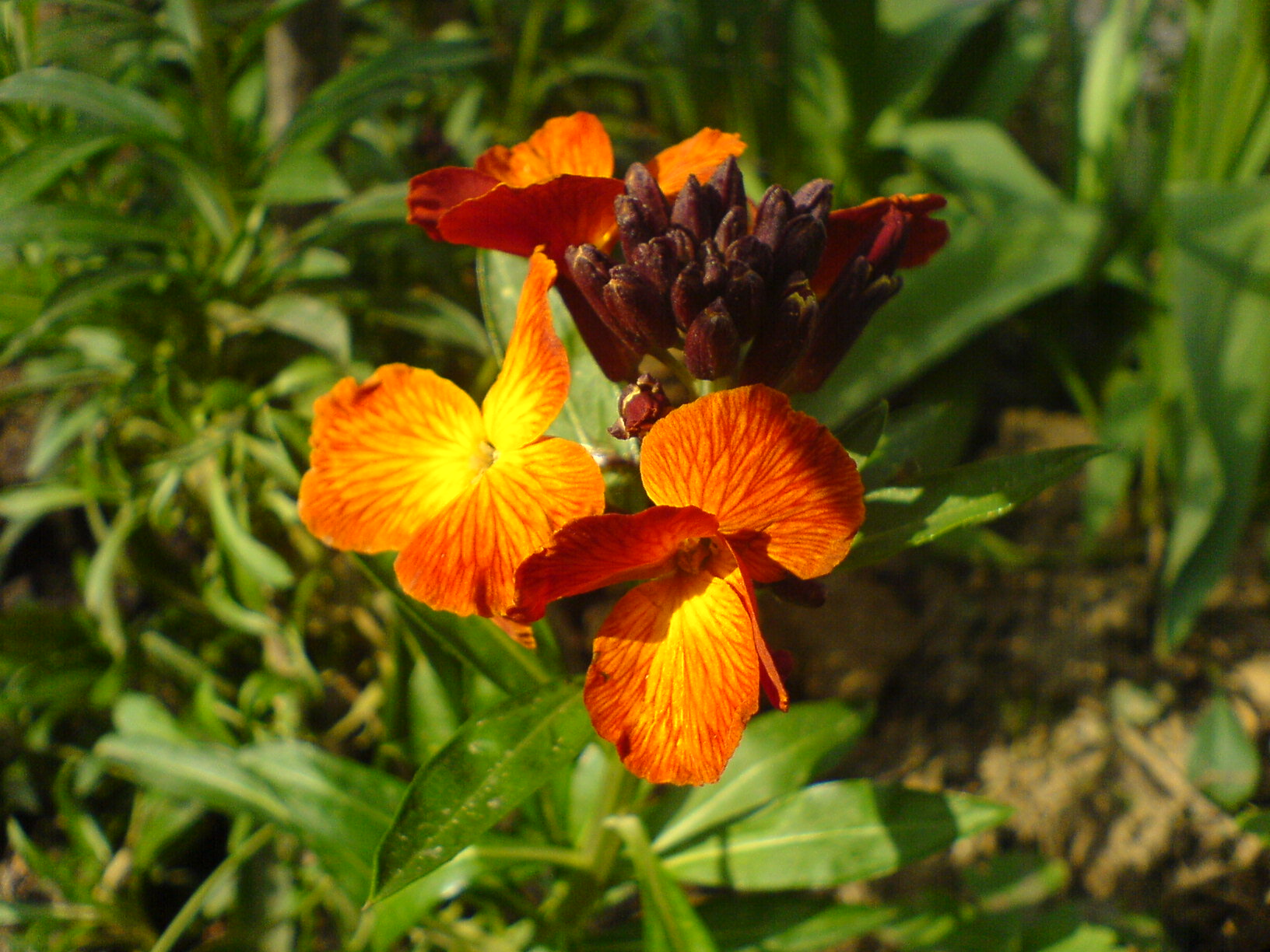
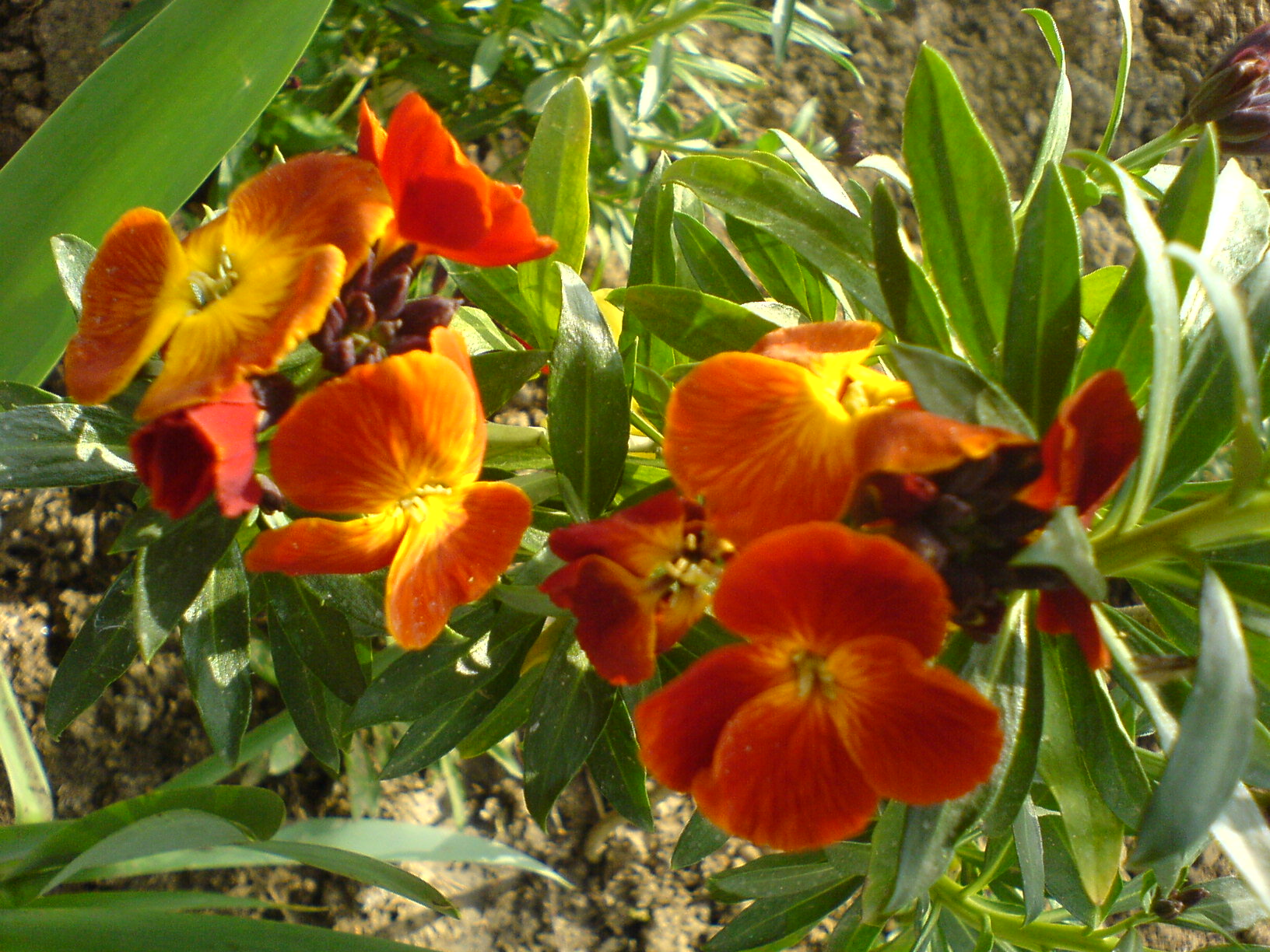